# Parafia Narodzenia Pańskiego w Magadanie
Parafia Narodzenia Pańskiego w Magadanie – rzymskokatolicka parafia znajdująca się w Magadanie, w diecezji świętego Józefa w Irkucku , w dekanacie magadańskim, w Rosji. W parafii służą siostry szarytki. Jedyna parafia katolicka w obwodzie magadańskim.

## Historia
Wspólnota narodziła się jako misja archidiecezji Anchorage (Anchorage jest miastem partnerskim Magadanu) w Boże Narodzenie 1989 r., kiedy to ówczesny biskup Anchorage Francis Hurley odprawił pierwszą publiczną mszę świętą w Magadanie.  Parafia została urzędowo zarejestrowana w 1992 r.  W 2004 zbudowano kościół, konsekracja odbyła się 4 lipca. 
Wieloletnim proboszczem parafii (od 1994 roku ) był ks. Michael Shields z Alaski, jednak w 2018 roku odmówiono mu wizy i zakazano wjazdu do Rosji aż do 2022 roku. 